# Nicolas Herman
 (février 2025).
Motif : Sans source permettant l'admissibilité, car rôles secondaires. Sans notoriété.
- Archive Wikiwix
- Bing
- Cairn
- DuckDuckGo
- E. Universalis
- Gallica
- Google
- G. Books
- G. News
- G. Scholar
- Persée
- Qwant
- (zh) Baidu
- (ru) Yandex
- (wd) trouver des œuvres sur Wikidata

| 1. | Préciser le motif de la pose du bandeau. | Précisez le motif de la pose du bandeau en utilisant la syntaxe suivante : {{admissibilité à vérifier\|date=août 2025\|motif=remplacez ce texte par le motif}}                      |
| 2. | Informer les utilisateurs concernés.     | Pensez à avertir le créateur de l'article, par exemple, en insérant le code ci-dessous sur sa page de discussion : {{subst:avertissement admissibilité à vérifier\|Nicolas Herman}} |

Pour les articles homonymes, voir Nicolas Herman (homonymie).
Nicolas Herman, né le 14 juillet 1975 à Liège est un acteur belge, qui a joué dans de nombreux films  tels que : Les Lettres Portugaises, Amitiés Sincères, Le Coach, Fracasses ou encore Absolument Fabuleux.
A la télévision, il est connu pour avoir incarné le personnage de Nicolas Barrel, dans la série Plus belle la vie, pendant quatre ans.

## Biographie
Grâce à Dominique Besnehard, Nicolas Herman a commencé sa carrière avec Jean-Claude Brialy en interprétant le rôle de Perdican dans la pièce On ne badine pas avec l'amour d'Alfred de Musset en 1998.
Avant d'incarner le célèbre policier du mistral de la série Plus belle la vie, Nicolas Herman étudie le théâtre au Conservatoire royal de Liège, en Belgique. Il commence le métier en tournant pour des publicités, puis des courts métrages. Enfin, il passe une audition au début de 2005 pour France 3 afin de remplacer Alexandre Thibault dans le rôle du lieutenant de police Nicolas Barrel, dans la série Plus belle la vie, où il obtient son premier grand rôle. Nicolas Herman décidant de quitter la série, le personnage qu'il interprète est assassiné par son propre père en mars 2007. À la surprise des fans de PBLV, il revient dans la première partie de soirée de novembre 2008 avant de partir à nouveau mi-2009.
Il est aussi acteur de cinéma. L'acteur a joué entre autres dans Les Lettres Portugaises de Bruno François Boucher en 2016, Amitiés Sincères, Le Coach, Fracasses, Absolument Fabuleux.
Il est aussi chroniqueur pour l'émission de radio Entrez sans frapper de Jérome Collin.
En 2018, il est à l'affiche dans le film Douches Écossaises de Bruno François-Boucher.
Il tourne dans différentes séries pour la télévision et en 2023, il interprète Rastignac dans le film d'Arielle Dombasle, Les secrets de la Princesse de Cadignan.
En 2025, il devient conteur pour la RTBF dans le talk show "Il était une fois...".

### Vie privée
Il est marié depuis le 12 septembre 2024 avec la créatrice Margaux Lönnberg. Il est papa d'un garçon appelé Hippolyte Herman né le 30 mai 2005, qu'il a eu avec son ancienne compagne l'actrice Blandine Bury,. Son ami Laurent Kerusoré en est le parrain.

## Filmographie

### Cinéma
- 2001 : Absolument fabuleux de Gabriel Aghion : un étudiant
- 2008 : Fracassés de Franck Llopis : Jacques
- 2008 : Le Coach de Olivier Doran : Sylvain
- 2013 : Les Lettres portugaises de Bruno François-Boucher et Jean-Paul Seaulieu
- 2013 : Amitiés sincères, de Stéphan Archinard et François Prévôt-Leygonie
- 2017 : La fessée de Bruno François-Boucher (court métrage)
- 2018 : Thomas de Laura Smet : Thomas (court métrage)
- 2018 : Douche écossaise de Bruno François-Boucher : Raphaël
- 2023 : Les secrets de la princesse de Cadignan de Arielle Dombasle : Rastignac

### Télévision

#### Séries télévisées
- 2003 : Un été de canicule : Bertrand
- 2004 : Famille d'accueil : L'instituteur
- 2004 : Baie ouest : Romain
- 2004 : Julie Lescaut de Luc Goldenberg : Marc Nibet (saison 13, épisode 5 : Sans pardon)
- 2005 - 2009 : Plus belle la vie (saisons 1 à 5) : Nicolas Barrel #2
- 2007 : La Prophétie d'Avignon : Bruno
- 2007 : Tropiques amers : François de Rochant
- 2009 : Enquêtes réservées : Antoine Vassili
- 2011 : À tort ou à raison
- 2014 : Clem : Rendez-moi ma fille et Ma femme, sa sœur et moi : Lieutenant Guillaume Martin
- 2016 : En famille
- 2019 : Plus belle la vie (clip spécial 15 ans) : Nicolas Barrel #2 [7]
- 2022 : Sophie Cross Saison 2 : Tanguy
- 2025 : Les secrets du Finistère de Emilie Barbault et Sarah Barbault: Laurent Rivau
- 2025 : Eldorado de louis Farge: Vittoz